# Загродно (гміна)
Гміна Заґродно (пол. Gmina Zagrodno) — сільська гміна у південно-західній Польщі. Належить до Злоторийського повіту Нижньосілезького воєводства.
Станом на 31 грудня 2011 у гміні проживало 5553 особи.

## Площа
Згідно з даними за 2007 рік площа гміни становила 122.09 км², у тому числі:
- орні землі: 81.00%
- ліси: 9.00%

Таким чином, площа гміни становить 21.22% площі повіту.

## Населення
Станом на 31 грудня 2011:
| Опис     | Загалом | Загалом | Чоловіки | Чоловіки | Жінки | Жінки |
| -------- | ------- | ------- | -------- | -------- | ----- | ----- |
| одиниця  | осіб    | %       | осіб     | %        | осіб  | %     |
| все      | 5553    | 100     | 2774     | 49.95    | 2779  | 50.05 |
| міське   | 0       | 100     | 0        |          | 0     |       |
| сільське | 5553    | 100     | 2774     | 49.95    | 2779  | 50.05 |

## Сусідні гміни
Гміна Заґродно межує з такими гмінами: Хойнув, Пельґжимка, Варта-Болеславецька, Злотория.